# 赢创工业
赢创工业，全称赢创工业股份有限公司（德語：Evonik Industries AG，FWB：EVKA）是一家德国化学工业公司。

## 历史
2007年由雷諾克股份有限公司分拆旗下房地產、化工，以及能源業務成立，現時員工約34,000人，超過100多個國家。2008年在德國證券交易所上市。現時股東主要雷諾克股份有限公司基金會、俄罗斯天然气工业、Gabriel Acquisitions GmbH等主要策略。
赢创目前在大中华区主要致力于化工业务。集团在华业务的母公司为赢创德固赛（Evonik Degussa）（中国）投资有限公司，2002年11月成立于北京。赢创的化工业务在大中华区已经拥有了19家企业和15个生产基地。2008财年, 赢创在大中华区的员工数达到4000名，销售额超过8.2亿欧元。
於2017年1月3日贏創工業完成以38億美元（約35億歐元）收購美國空氣產品公司特種添加劑業務性能材料部門的活動。

## 外部連結
- Evonik.com （页面存档备份，存于）
- 赢创大中华区 （页面存档备份，存于）